# Reakcja pomostowa
Reakcja pomostowa, dekarboksylacja oksydacyjna pirogronianu, d.o.p. – zachodzi czteroetapowo w macierzy mitochondrialnej i polega na oksydacyjnej dekarboksylacji pirogronianu. Podczas tej egzoergicznej, nieodwracalnej reakcji powstaje dwutlenek węgla, następuje dehydrogenacja substratu (biorcą elektronów i jonów H+ jest NAD+), co prowadzi do powstania dwuwęglowej grupy acetylowej, która przyłączana jest do cząsteczki koenzymu A (CoA). Ostatecznie powstaje więc acetylo-CoA potrzebny do cyklu Krebsa. 
Reakcja katalizowana jest przez kompleks dehydrogenazy pirogronianowej. Sumarycznie reakcję zapisać można następująco.

pirogronian + CoA + NAD+ → acetylo-CoA + NADH + CO2 + H+
Jej przebieg został tu pokazany w sposób uproszczony, bowiem uczestniczą w niej jeszcze działające katalitycznie kofaktory: pirofosforan tiaminy, amid kwasu liponowego oraz FAD.  